# 中國香港壁球總會

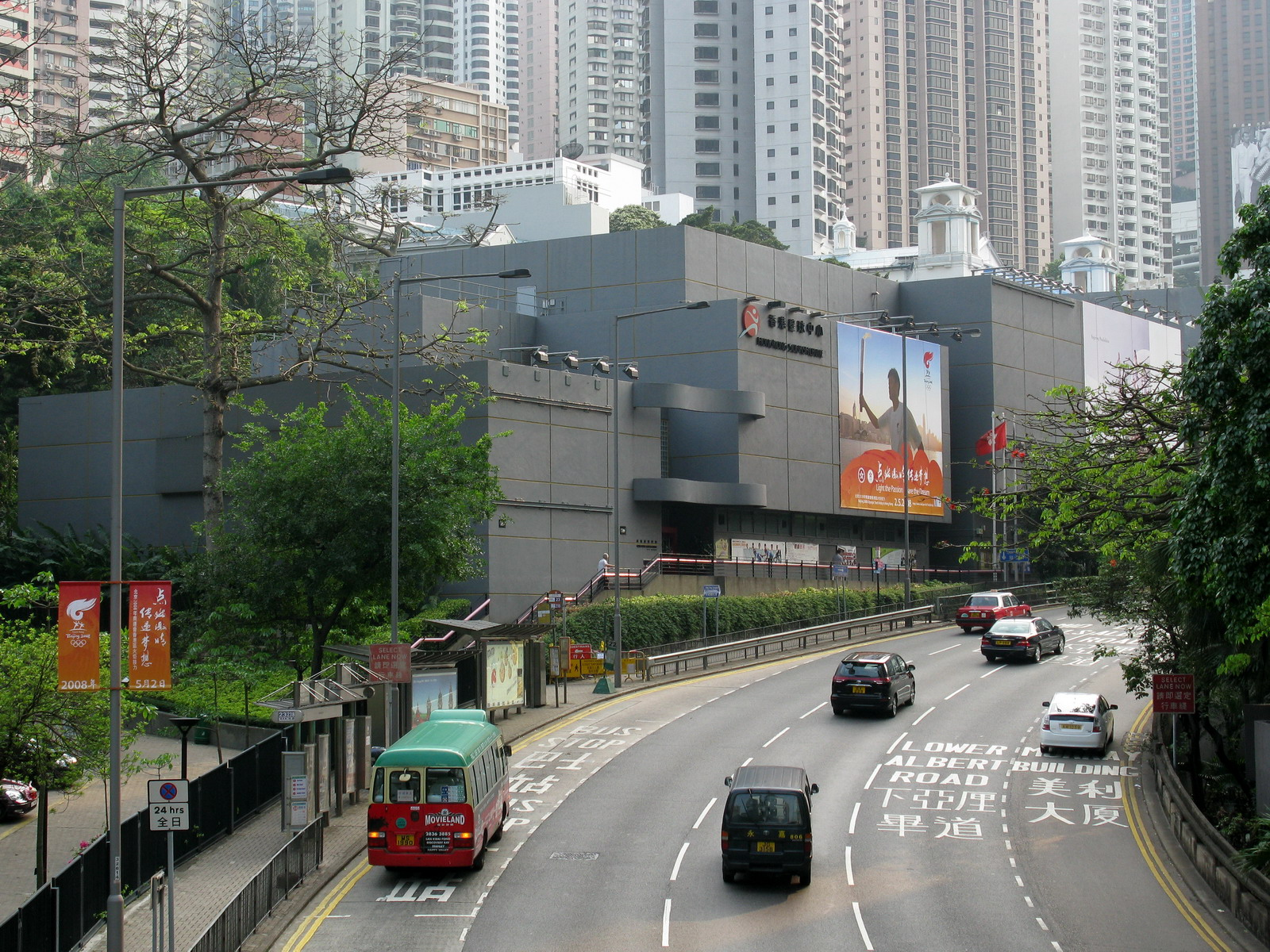
辦事處所在的香港壁球中心(2008年)

中國香港壁球總會（英語：Squash Association of Hong Kong, China），原名香港壁球總會（英語：Hong Kong Squash，簡稱：HKS），成立於1961年，為世界壁球協會、亞洲壁球協會的會員，並獲香港體育協會暨奧林匹克委員會確認為代表香港壁球運動的法定團體，可選派代表隊代表香港參加國際運動會的壁球比賽。總會的宗旨為推動壁球運動在香港的發展。

## 歷史沿革
香港壁球總會於1961年9月19日成立，並於同年舉辦首屆香港壁球聯賽；初期聯賽的參與者多為外籍球員，至1973年始有黎佑泉成為首位華人冠軍。1996年6月1日總會把英文名稱定為。

## 組織架構
| - 會長： 梅應源 - 主席： 邱達根 - 副主席： 黃英敏, 田啟文 - 榮譽秘書： 田洸煦 - 榮譽司庫： 高連仕 - 榮譽顧問： 郭文緯 - 行政總監： 麥詩韻 - 總教練： 羅啟思 | - 執委會委員： 包偉霆 戴雅婷 黃皓禮 高登 何訓聰 孔祥堅 葉流全 林敬德 李世琛 梅慶堯 李達朗 石愛蓮 王季麟 袁永強 |

## 五十週年榮譽獎項
2011年，為慶祝總會成立50週年，總會特別頒發六個獎項給予27位為香港壁球發展上有重大貢獻的人士。
榮譽殿堂
- 趙詠賢

最傑出成就獎
- 蔡玉坤

最傑出貢獻獎
- 陳啟基
- 戴雅婷

最有價值球員獎
- 歐詠芝

傑出貢獻獎
| - 班禮思（Peter Barnes） - 包偉霆（James Barrington） - 高連仕 （David Collins） - 高登 （Chris Gordon） - 石愛蓮 （Eleanor Sackett） - 孔祥堅 | - 葉流全 - 郭文緯 - 李美宜 - 梁勤輝 - 蘇福志 - 王季麟 |

傑出運動員獎
| - 歐鎮銘 - 陳浩鈴 - 鄺于淳 - 劉少維 - 李浩賢 | - 廖梓苓 - 麥珮軒 - 吳嘉韻 - 顏倫璋 - 王偉恒 |

## 外部連結
- 官方网站 （页面存档备份，存于）